# Daniel Marc Weinstock
Pour les articles homonymes, voir Weinstock.
Daniel Marc Weinstock est un philosophe québécois. Il s'intéresse à la philosophie politique et l’éthique des politiques publiques. Après avoir enseigné au Département de philosophie l'Université de Montréal, à partir de 1993, et fondé le Centre de recherches en éthique de l'université de Montréal (CRÉUM) en 2003, il rejoint la Faculté de droit de l'Université McGill en 2012.

## Biographie
Docteur en philosophie de l'université d'Oxford, il avait étudié au préalable à l'Université McGill (B. A. et M. A.) sous la direction de Charles Taylor. Il a par ailleurs étudié à Harvard avec John Rawls durant son doctorat, et il a complété un postdoctorat à l'Université Columbia.
Ses principales publications portent sur les fondements du libéralisme, sur le nationalisme, et sur le constitutionnalisme dans les États multinationaux. En 2006, il complète deux ouvrages, l’un en français, l’autre en anglais, qui regroupent les principaux textes en philosophie politique qu'il a publiés depuis une dizaine d’années.
Lui ont été décernés le prix de la Fondation Pierre Elliott Trudeau en 2004 et le prix Acfas André-Laurendeau en 2006.

## Publications récentes
- "Une philosophie politique du mariage", in R. Ogien et J.C. Billier, Comprendre la sexualité, Paris : PUF, 2005
- "The Antinomy of Language Policy", in Will Kymlicka and A. Patten (eds.), Political Theory and Language Policy, Oxford : Oxford University Press, 2003.
- "Miller on Distributive Justice", in D.A. Bell and Avner de-Shalit (eds.), (Lanham, MD : Rowman and Littlefield, 2003).
- "Constitutionalizing the Right to Secede", in The Journal of Political Philosophy, vol. 9, no.2, 2001.

## Prix et distinctions
- 1998 : prix d'excellence en enseignement de l’Université de Montréal
- 2004 : prix de la Fondation Pierre Elliott Trudeau
- 2006 : prix Acfas André-Laurendeau
- 2023 : Ordre du Canada[3]